# Liste der denkmalgeschützten Objekte in Bátovce
Die Liste der denkmalgeschützten Objekte in Bátovce enthält die 13 nach slowakischen Denkmalschutzvorschriften geschützten Objekte in der Gemeinde Bátovce im Okres Levice.

## Denkmäler
| Foto |                 | Denkmal / č. ÚZPF                                              | Standort / Konskr. Nr.                                     | Offizielle Beschreibung                    | Beschreibung                              | Metadaten                                                                   |
| ---- | --------------- | -------------------------------------------------------------- | ---------------------------------------------------------- | ------------------------------------------ | ----------------------------------------- | --------------------------------------------------------------------------- |
| ja   | Datei hochladen | Straßenbrücke(sk) ObjektID: 402-2340/1                         | Standort KG: Bátovce Konskr.Nr.:                           | oblúkový,kamenný;Barokový cestný most      | barocke Straßenbrücke, Steingewölbebrücke | č. NKP: 402-2340/1 Stand des NKP: 2012-02-08 Name: MOST CESTNÝ              |
| ja   | Datei hochladen | Statue(sk) ObjektID: 402-2340/2                                | Standort KG: Bátovce Konskr.Nr.:                           | sv.Ján Nepomucký;socha sv.Jána Nepomuckého | St. Johannes Nepomuk                      | č. NKP: 402-2340/2 Stand des NKP: 2012-02-08 Name: SOCHA                    |
| BW   | Datei hochladen | Pfarrhof(sk) ObjektID: 402-11492/2                             | 26 Standort KG: Bátovce Konskr.Nr.: 26                     | ev.a.v.;stará evanjelická fara             | alte evangelische Pfarrei                 | č. NKP: 402-11492/2 Stand des NKP: 2012-02-08 Name: FARA                    |
| ja   | Datei hochladen | Kirche(sk) ObjektID: 402-11492/1                               | 27 Standort KG: Bátovce Konskr.Nr.: 27                     | ev.a.v.;                                   | evangelische Kirche                       | č. NKP: 402-11492/1 Stand des NKP: 2012-02-08 Name: KOSTOL                  |
| BW   | Datei hochladen | Gebäude in regionaltypischem Baustil(sk) ObjektID: 402-11497/0 | 300 Standort KG: Bátovce Konskr.Nr.: 300                   | kameň,tehla;dom bohatého gazdu             | Haus eines wohlhabenden Herren            | č. NKP: 402-11497/0 Stand des NKP: 2012-02-08 Name: DOM ĽUDOVÝ S HOSP.ČASŤ. |
| BW   | Datei hochladen | Gebäude in regionaltypischem Baustil(sk) ObjektID: 402-11499/0 | 301 Standort KG: Bátovce Konskr.Nr.: 301                   | kameň,tehla;dom bohatého gazdu             | Haus eines wohlhabenden Herren            | č. NKP: 402-11499/0 Stand des NKP: 2012-02-08 Name: DOM ĽUDOVÝ S HOSP.ČASŤ. |
| BW   | Datei hochladen | Schmiede?(sk) ObjektID: 402-2471/0                             | Kostolná ul. 329 Standort KG: Bátovce Konskr.Nr.:          | kameň;                                     |                                           | č. NKP: 402-2471/0 Stand des NKP: 2012-02-08 Name: VYHŇA KOVÁČSKA           |
| BW   | Datei hochladen | Gebäude in regionaltypischem Baustil(sk) ObjektID: 402-11666/0 | Malá ul. 253 Standort KG: Bátovce Konskr.Nr.: 253          | kameň,tehla pálená;                        |                                           | č. NKP: 402-11666/0 Stand des NKP: 2012-02-08 Name: DOM ĽUDOVÝ S HOSP.ČASŤ. |
| ja   | Datei hochladen | Kirche(sk) ObjektID: 402-1592/0                                | Pri Dolnej bráne 51 Standort KG: Bátovce Konskr.Nr.: 51,31 | r.k.sv.Martina;kostol sv.Martina           | römisch-katholische Kirche St. Martin     | č. NKP: 402-1592/0 Stand des NKP: 2012-02-08 Name: KOSTOL                   |
| BW   | Datei hochladen | Schloss(sk) ObjektID: 402-1591/0                               | Štefánika M.R. nám. 17 Standort KG: Bátovce Konskr.Nr.:    | Kúria                                      | Villa                                     | č. NKP: 402-1591/0 Stand des NKP: 2012-02-08 Name: KAŠTIEĽ                  |
| BW   | Datei hochladen | Verwaltungsgebäude(sk) ObjektID: 402-11487/0                   | Štefánikovo nám. 2 Standort KG: Bátovce Konskr.Nr.: 1      | solitér;mestský dom,župný dom              | Stadt und Landkreisverwaltung             | č. NKP: 402-11487/0 Stand des NKP: 2012-02-08 Name: BUDOVA ADMINISTRATÍVNA  |
| BW   | Datei hochladen | Gebäude in regionaltypischem Baustil(sk) ObjektID: 402-2507/0  | Žemberovská ul. 288 Standort KG: Bátovce Konskr.Nr.: 288   | kameň;Majnov dom                           | Haus Majnov                               | č. NKP: 402-2507/0 Stand des NKP: 2012-02-08 Name: DOM ĽUDOVÝ               |
| BW   | Datei hochladen | Gebäude in regionaltypischem Baustil(sk) ObjektID: 402-2506/0  | 436 Standort KG: Jalakšová Konskr.Nr.: 436,3               | kameň,tehla nepál.,hlina;                  | Stein, Ziegel, Ton                        | č. NKP: 402-2506/0 Stand des NKP: 2012-02-08 Name: DOM ĽUDOVÝ S HOSP.ČASŤ.  |

## Legende
Die Tabelle enthält im Einzelnen folgende Informationen:
| Foto:                    | Fotografie des Denkmals. |
| Denkmal / č. ÚZPF:       | Die Übersetzung der Bezeichnung des Denkmals, wie sie vom Slowakischen Denkmalamt (Pamiatkový úrad Slovenskej republiky) verwendet wird. Die Originalbezeichnung ist unter dem Fragezeichen angegeben. Fehlt die Übersetzung, so wird die Originalbezeichnung direkt angezeigt. Weiters ist die Objekt-Identifikationsnummer (Objekt ID) angeführt. Sie ist die offizielle, in der Slowakei eindeutige Nummer č. ÚZPF inklusive der zugehörigen Zählnummer, wie sie in den Daten des Denkmalamtes angegeben wird. Da diese nur innerhalb eines Landkreises gezählt wird, ist dessen Nummer der Denkmalnummer vorangestellt. |
| Standort:                | Wenn in der Liste vorhanden, ist die Adresse angegeben. In Klammern kann sich noch eine zusätzliche Adresse befinden, wenn es beispielsweise ein Eckhaus ist. Bei freistehenden Objekten ohne Adresse (zum Beispiel bei Bildstöcken) ist eine Adresse angegeben, die in der Nähe des Objekts liegt. Durch Aufruf des Links Standort wird die Lage des Denkmals in verschiedenen Kartenprojekten angezeigt. Darunter sind die Katastralgemeinde (KG) und, wenn vorhanden, die Konskriptionsnummer (Konskr. Nr.) angegeben.                                                                                                   |
| Offizielle Beschreibung: | Es ist die Kurzbeschreibung auf Slowakisch, wie sie in den offiziellen Listen angegeben ist, eingetragen. |
| Beschreibung:            | Kurze Angaben zum Denkmal auf Deutsch. |
| Metadaten:               | Zusätzlich werden, wenn in den persönlichen Einstellungen das Helferlein Dauerhaftes Einblenden von Metadaten aktiviert ist, ebensolche angezeigt. |

- Karte mit allen Koordinaten:
- OSM |
- WikiMap